# 芝加哥洛約拉大學
芝加哥洛約拉大學（Loyola University Chicago），或者譯為芝加哥羅耀拉大學，是位於美國伊利諾伊州芝加哥的一所私立天主教研究型大学，由耶穌會成立於1870年，是美国最大的天主教大学。該大學在芝加哥都會區有6個校區，主校區在密歇根湖畔。此外在意大利羅馬也设有一个校区。

## 校区

### 湖边校区

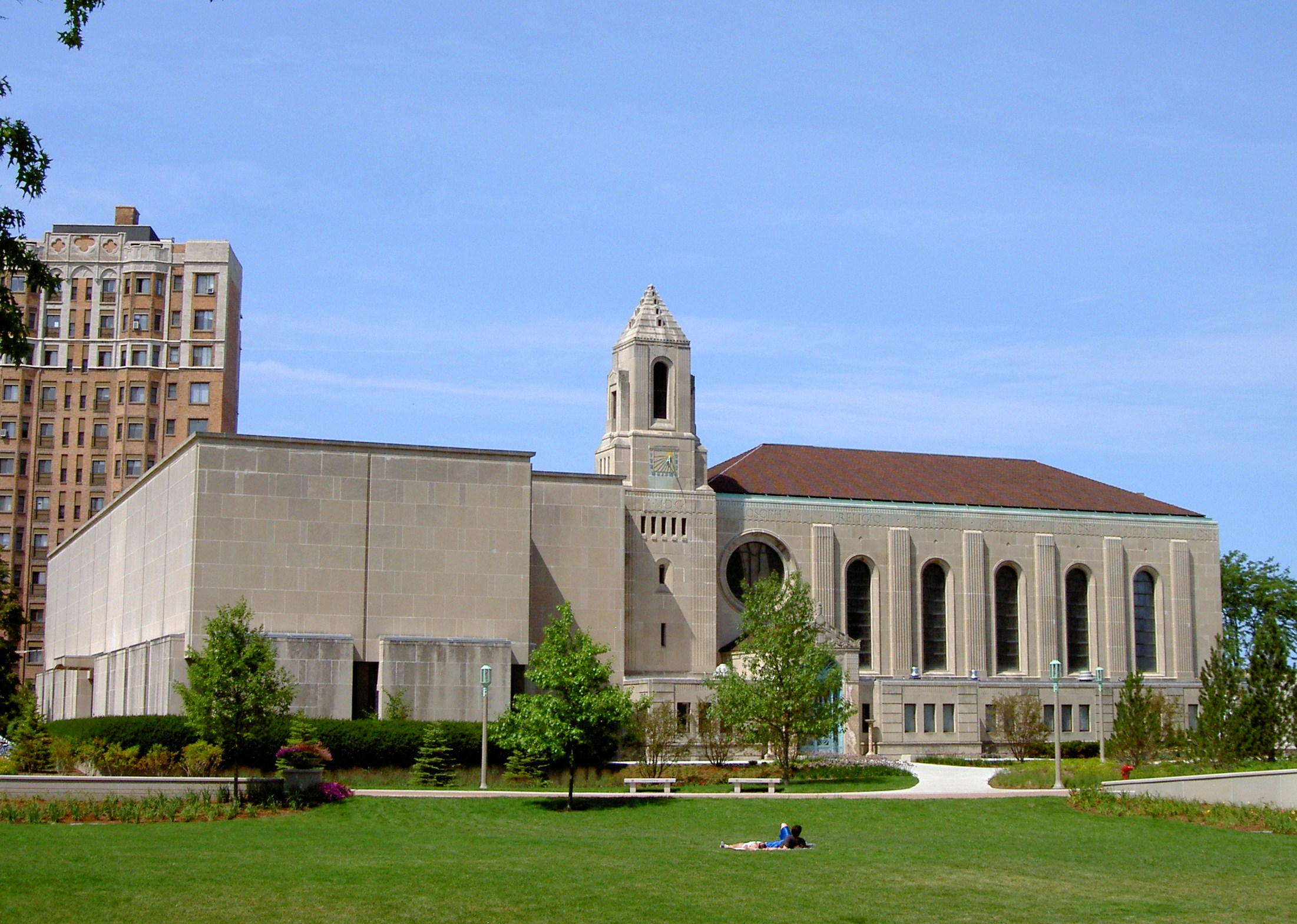
Cudahy Library

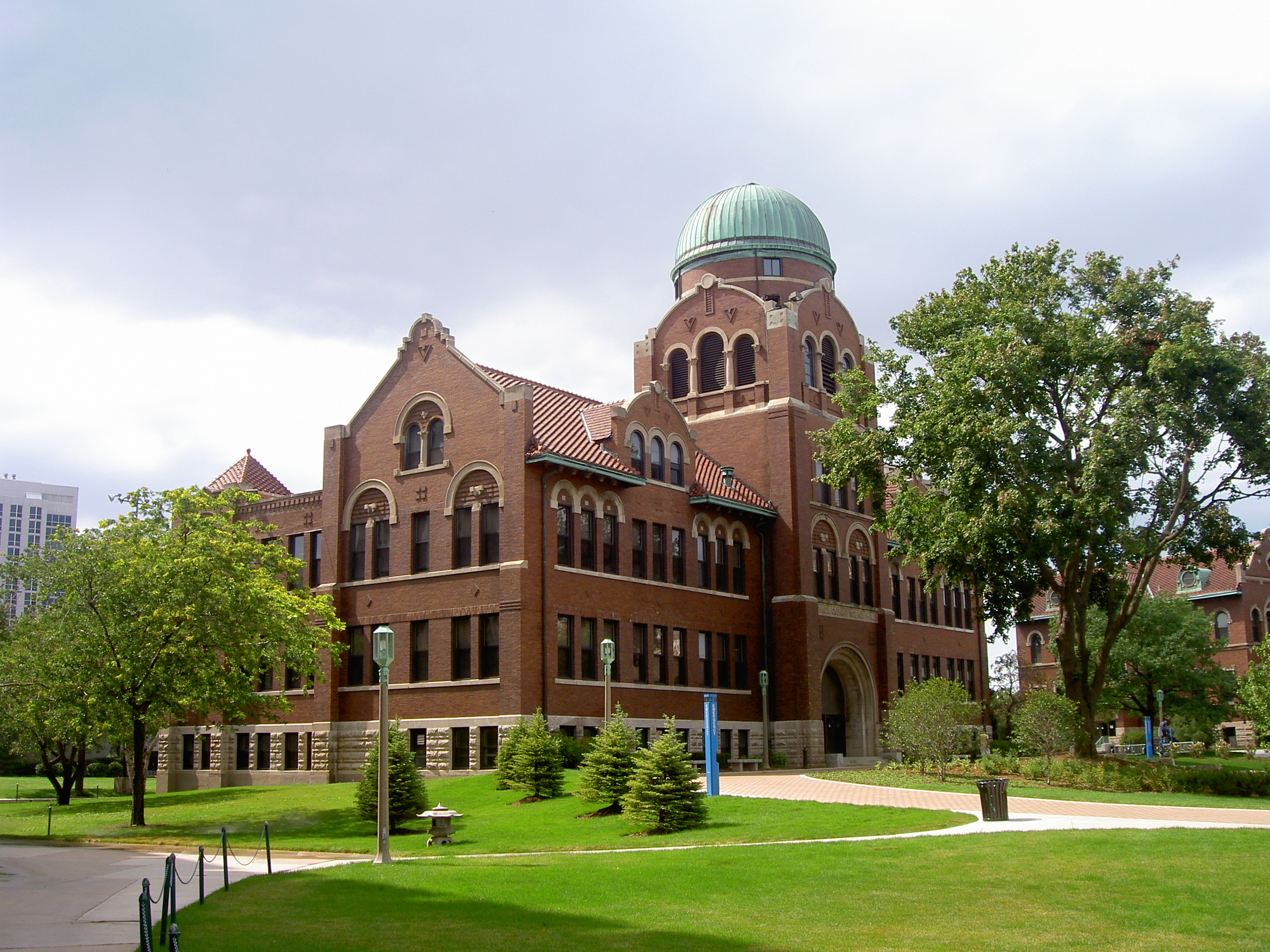
Cudahy Science Hall

该大学的旗舰校区为湖边校区（Lake Shore Campus），始建于1912年，坐落于芝加哥北部的密歇根湖湖畔，距离卢普区约8英里（13）。它是学校的主要住宿区，人文和科学学院（College of Arts and Sciences）及其他一些研究生课程位于此地。

### 水塔校区

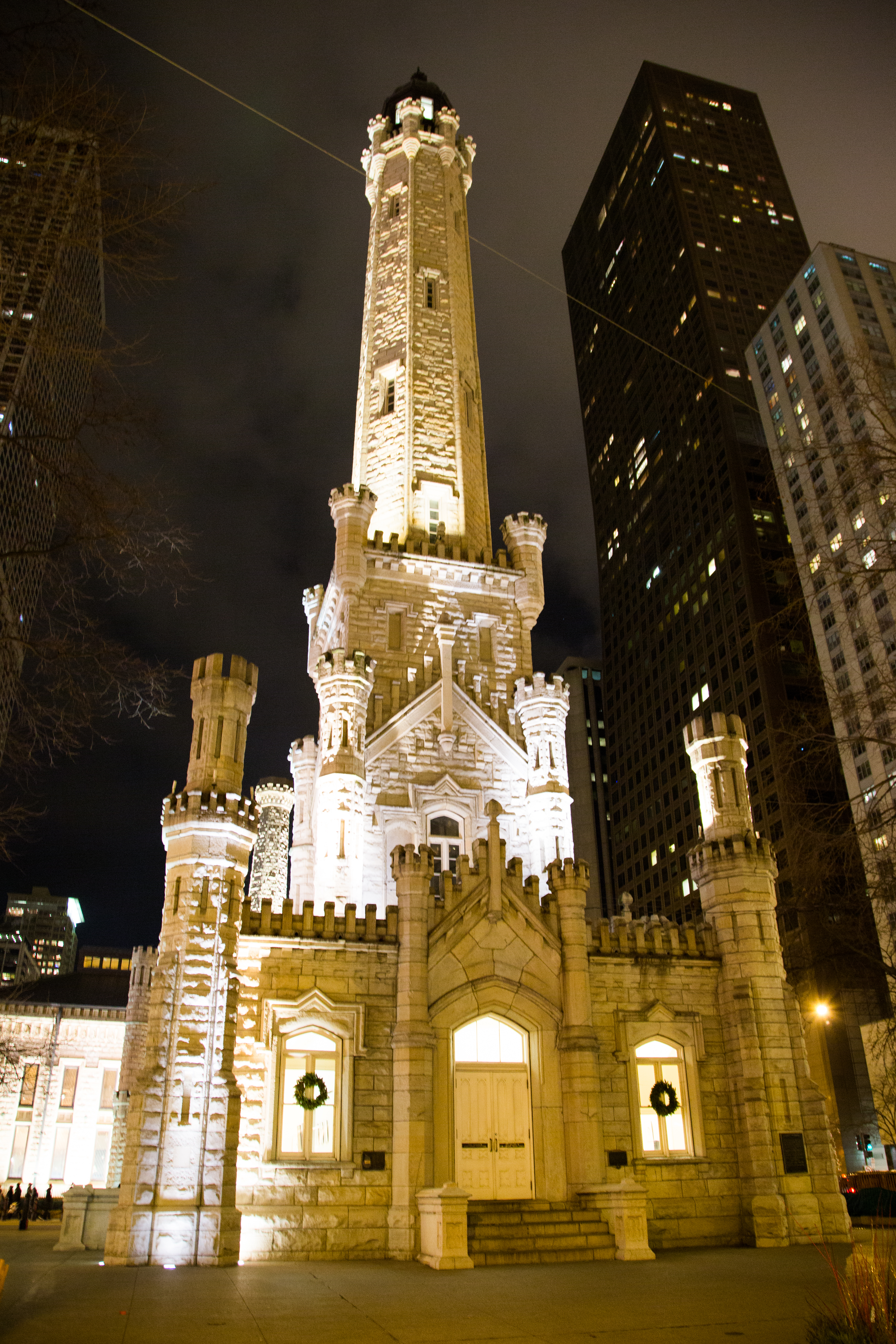
芝加哥水塔

水塔校区（Water Tower Campus）在1949年开张，位于華麗一英里，其名来自该城市地标芝加哥水塔，商学院、法学院、教育学院、传播学院、社会工作学院等多个学院位于此地。校长办公室、学生中心和洛约拉大学美术馆也位于此地。

### 健康科学校区
健康科学校区（Health Sciences Campus）和洛约拉大学医学中心一起建立于1969年，位于芝加哥西郊的梅伍德（Maywood），该大学的医学院、护理学院位于此地。2011年大学的医学中心卖给了三一健康公司（Trinity Health），其他大楼仍归大学所有。

### 约翰·菲利斯罗马中心
约翰·菲利斯罗马中心（John Felice Rome Center）建立于1962年，所用的是1960年夏季奥运会运动员公寓。1978年搬到现址，即梵蒂冈西面的马里奥山上。2005年改现名以纪念创始人约翰·P·菲利斯。

### 生态校区
2010年，该大学在芝加哥西北的伍德斯托克建立了生态校区（Retreat and Ecology Campus），校内有溪流、森林和草场。该大学自1998年以来开始节能减排，2014年塞拉俱乐部将其列在“美国最环保学院”中第四位。

## 学术
它是美國最大的耶穌會大學，其历史学在美国处于顶尖水平。

## 外部連結
- 官方網站 （页面存档备份，存于）
- 官方體育網站 （页面存档备份，存于）
- Loyola Twitter （页面存档备份，存于）
- Loyola Facebook （页面存档备份，存于）